# Edward Theuns
Ne doit pas être confondu avec Dylan Teuns.
Edward Theuns, né le 30 avril 1991 à Gand, est un coureur cycliste belge. Membre de l'équipe Trek-Segafredo, il est professionnel depuis 2014.

## Biographie

### Jeunesse et carrière amateur
Edward Theuns naît le 30 avril 1991 à Gand en Belgique.

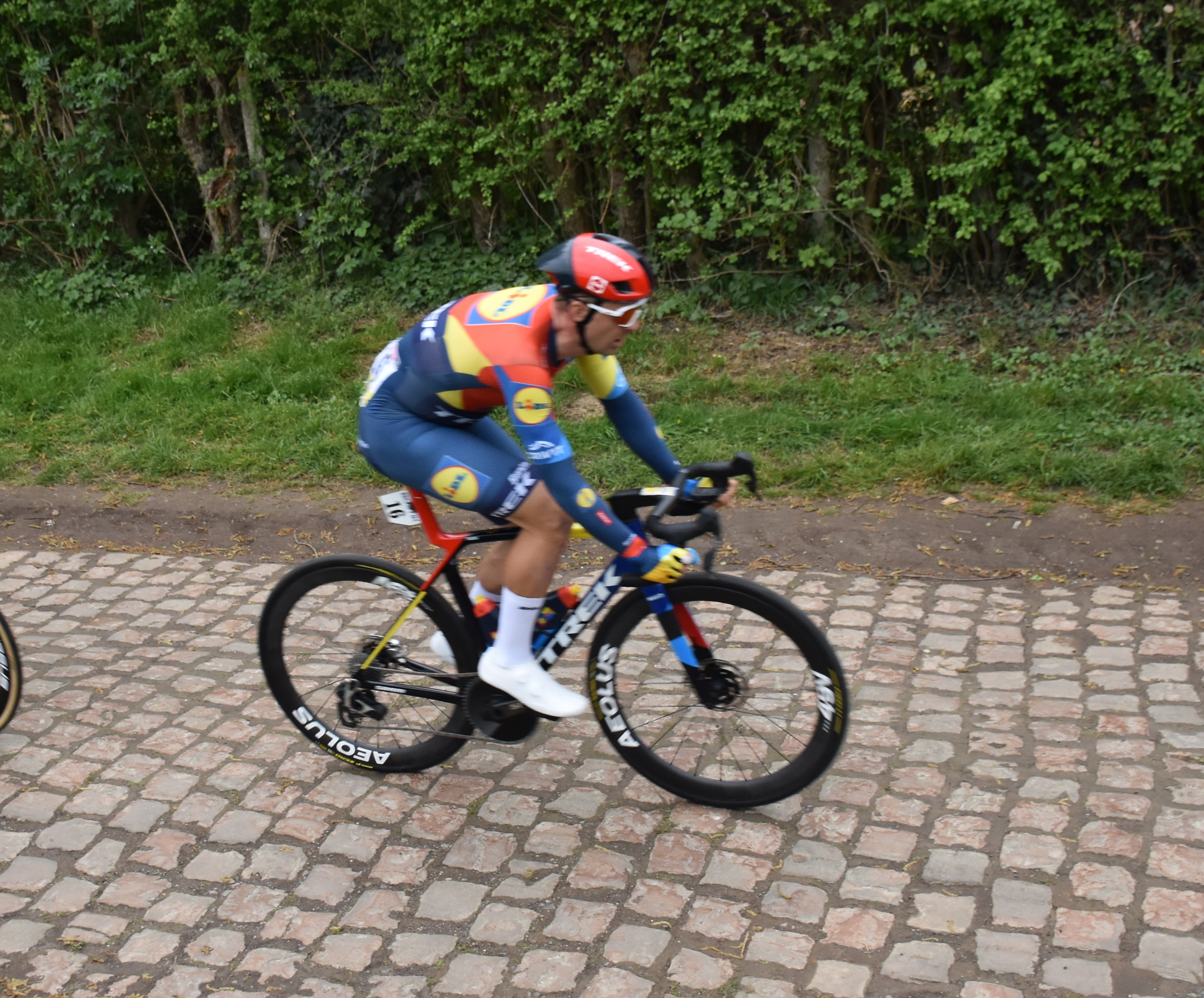
Edward Theuns # 16 - Paris-Roubaix 2025

Il est membre de l'équipe VL Technics-Abutriek en 2013. Vainqueur comme en 2012 d'une étape du Triptyque des Monts et Châteaux, il est troisième du championnat de Belgique du contre-la-montre espoirs.

### Carrière professionnelle
En 2014, il devient coureur professionnel dans l'équipe Topsport Vlaanderen-Baloise, qui l'engage pour deux ans. Troisième de la Handzame Classic en mars, il remporte le Grand Prix de la ville de Zottegem en août, obtenant ainsi sa première victoire professionnelle.
En début d'année 2015, après avoir pris la septième place du Grand Prix d'ouverture La Marseillaise, Theuns obtient plusieurs places d'honneur lors de l'Étoile de Bessèges. Leader du classement général pendant deux jours, il termine cette course à la cinquième place, et remporte le classement par points. En mars, il remporte le Tour de Drenthe. Il est ensuite deuxième d'À travers les Flandres, derrière son coéquipier Jelle Wallays, et du Grand Prix de l'Escaut, battu au sprint par Alexander Kristoff. En mai, il gagne la dernière étape des Quatre Jours de Dunkerque, dont il prend la septième place finale. Il termine la World Ports Classic à la même place. Le mois suivant, il est deuxième du Tour de Cologne, troisième de Halle-Ingooigem, cinquième du Ster ZLM Toer. En fin de saison, il est vainqueur d'étape du Eurométropole Tour 2015. Ses résultats lui permettent de terminer à la deuxième place du classement individuel de l'UCI Europe Tour, derrière Nacer Bouhanni, tandis que Topsport Vlaanderen-Baloise remporte le classement par équipes.
Edward Theuns rejoint en 2016 l'équipe World Tour Trek-Segafredo, qui l'engage pour deux ans, afin entre autres d'épauler Fabian Cancellara. En mars, il est deuxième d'une étape de Paris-Nice, battu au sprint par Nacer Bouhanni. Lors des classiques flandriennes, il est troisième d'À travers les Flandres, quatrième du Grand Prix de l'Escaut, huitième du Circuit Het Nieuwsblad et de Kuurne-Bruxelles-Kuurne. En mai, il obtient sa seule victoire de la saison, en remportant au sprint la première étape du Tour de Belgique. Il finit onzième du classement général de cette course. En juillet, il dispute le Tour de France, son premier grand tour. Il est le sprinter de Trek-Segafredo lors de cette course, et se classe trois fois parmi les dix premiers d'étapes durant la première semaine. Sa cinquième place lors de la première étape lui permet de porter pendant une journée le maillot blanc distinguant le meilleur jeune. Lors de la treizième étape, un contre-la-montre, il est victime d'une chute qui lui cause une fracture d’une vertèbre dorsale. Il reprend l'entraînement à la fin du mois d'août et revient en compétition fin novembre, lors de la Revolution Champions League au vélodrome de Manchester.
En 2017 il est sélectionné pour participer aux championnats d'Europe de cyclisme sur route. Il y termine premier Belge à la 6e place du sprint final.
Fin juillet 2019, il est sélectionné pour représenter son pays aux championnats d'Europe de cyclisme sur route. Il s'adjuge à cette occasion la vingt-troisième place de la course en ligne.
En avril 2021, il participe à l'Amstel Gold Race, où il est membre de l'échappée du jour.
En 2025, après trois saisons sans victoire, il gagne la Bredene Koksijde Classic au sprint.

## Palmarès

### Palmarès amateur
| - 2010 - 4e étape du Triptyque des Monts et Châteaux - 2e du championnat de Flandre-Orientale du contre-la-montre espoirs - 2012 - Champion de Flandre-Orientale sur route | - 2013 - 2e étape du Triptyque des Monts et Châteaux - Prologue du Tour de Flandre-Orientale - 2e de l'Omloop van de Grensstreek - 3e du championnat de Belgique du contre-la-montre espoirs |

### Palmarès professionnel
| - 2014 - Grand Prix Raf Jonckheere - Grand Prix de la ville de Zottegem - 3e de la Handzame Classic - 2015 - Tour de Drenthe - 5e étape des Quatre Jours de Dunkerque - 3e étape de l'Eurométropole Tour - 2e d'À travers les Flandres - 2e du Grand Prix de l'Escaut - 2e du Tour de Cologne - 2e de l'UCI Europe Tour - 3e de Halle-Ingooigem - 2016 - 2e étape du Tour de Belgique - 3e d'À travers les Flandres - 3e de Halle-Ingooigem - 2017 - 4e étape du BinckBank Tour - Zwevezele Koers - 6e étape du Tour de Turquie - 2e de Halle-Ingooigem - 6e du championnat d'Europe sur route - 8e de Paris-Roubaix | - 2018 - 6e du Circuit Het Nieuwsblad - 2019 - Primus Classic - 2021 - 5e étape du Tour de Hongrie - 2e du championnat de Belgique sur route - 2022 - 2e de Paris-Tours - 3e du Grand Prix d'Isbergues - 3e du Mémorial Fred De Bruyne - 6e d'Eschborn-Francfort - 2023 - 2e de Nokere Koerse - 2e de Binche-Chimay-Binche - 3e du Samyn - 2024 - 2e du Mémorial Fred De Bruyne - Médaillé de bronze du championnat d'Europe du contre-la-montre par équipes en relais mixte - 2025 - Bredene Koksijde Classic |

Podiums
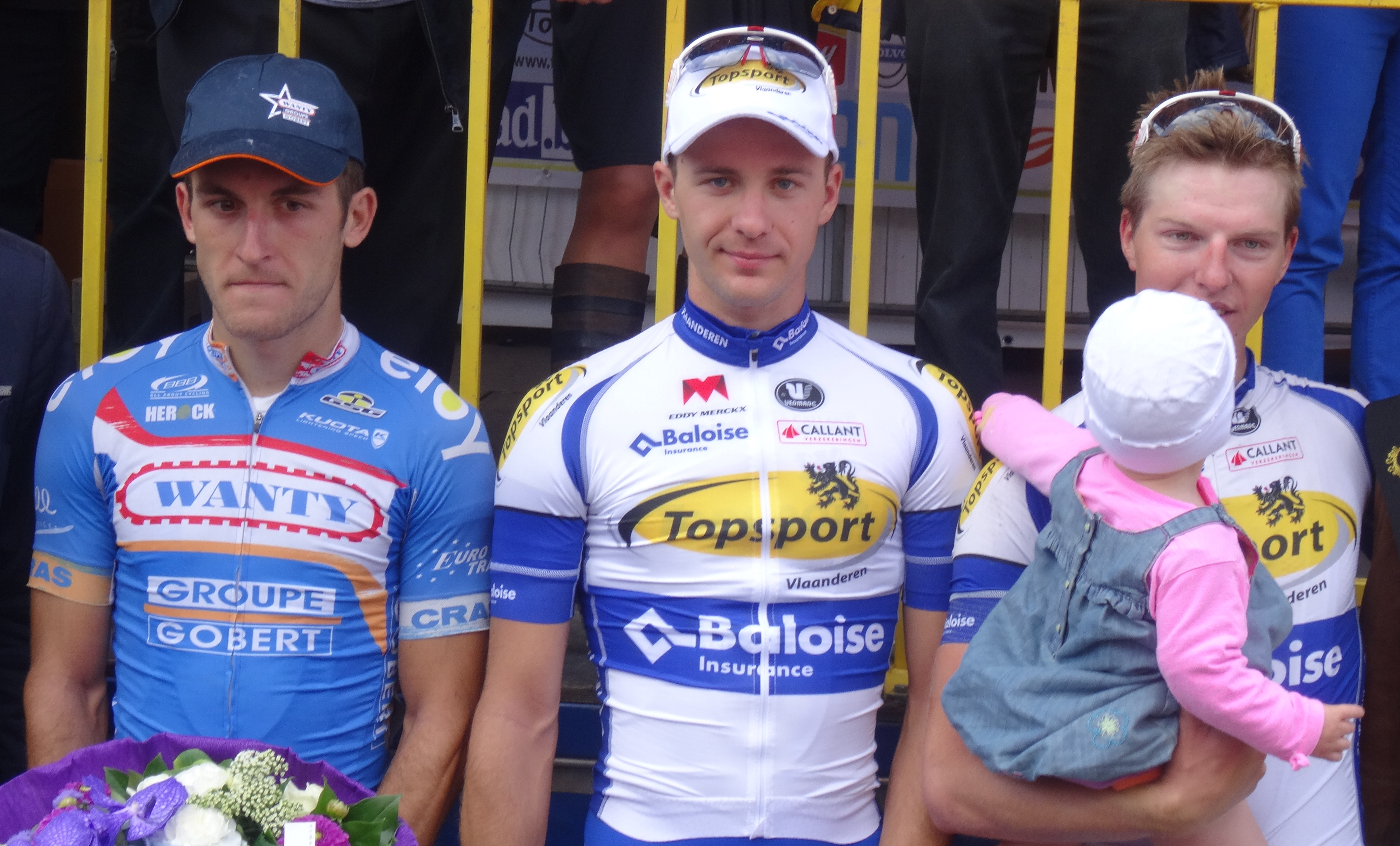
Podium de l'édition 2014 du Grand Prix de la ville de Zottegem : Tim De Troyer (2e), Edward Theuns (1er) et Zico Waeytens (3e).
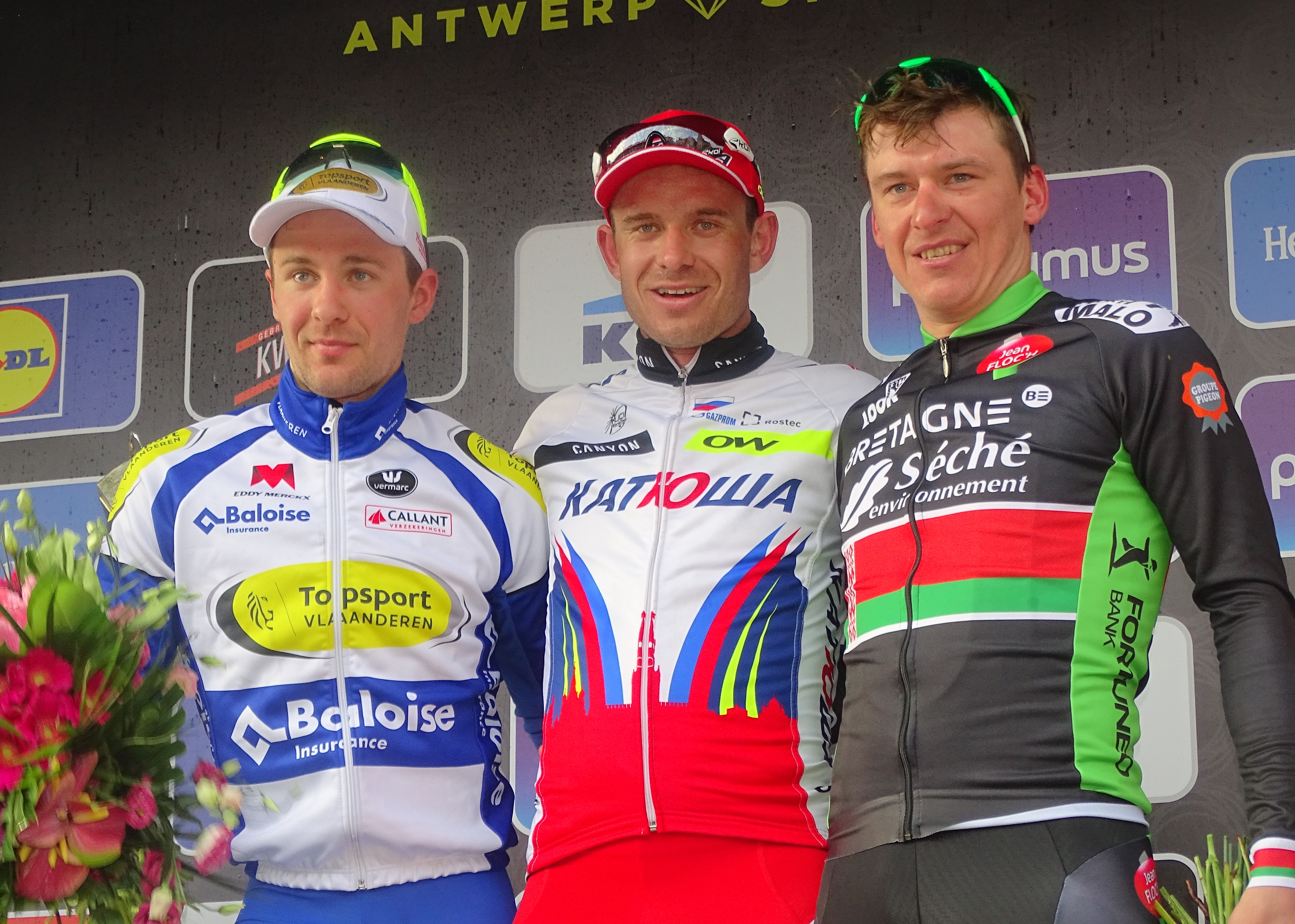
Podium de l'édition 2015 du Grand Prix de l'Escaut : Edward Theuns (2e), Alexander Kristoff (1er) et Yauheni Hutarovich (3e).
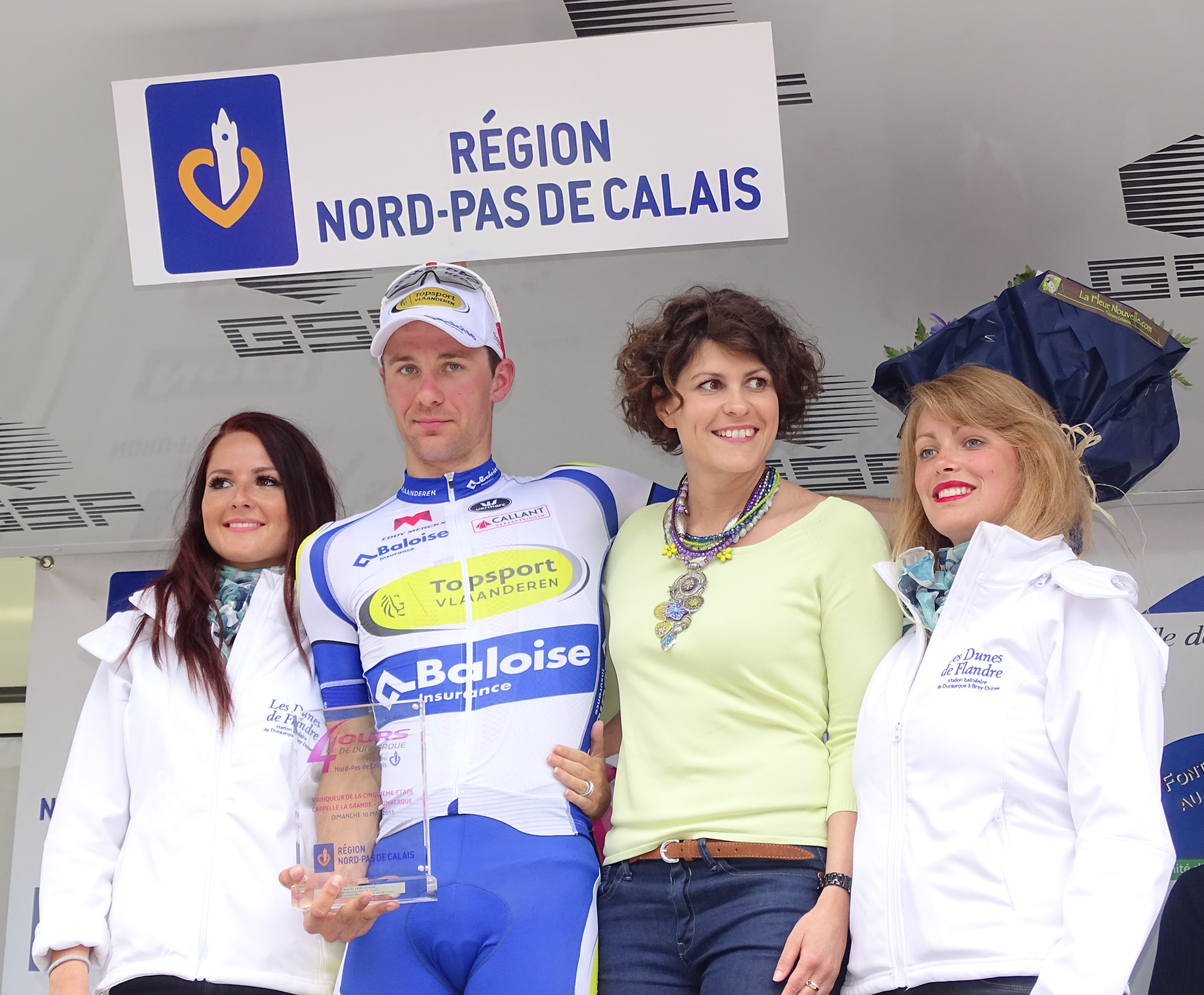
Edward Theuns, vainqueur de la 5e étape des Quatre Jours de Dunkerque 2015.

### Résultats sur les grands tours

#### Tour de France
5 participations
- 2016 : abandon (13e étape)
- 2018 : 88e
- 2020 : 119e
- 2021 : 104e
- 2025 : 159e

#### Tour d'Italie
2 participations
- 2022 : 131e
- 2024 : 113e

#### Tour d'Espagne
3 participations
- 2017 : 91e
- 2019 : 133e
- 2023 : 128e

### Classements mondiaux
| Année                                 | 2010 | 2011 | 2012  | 2013 | 2014 | 2015 | 2016 | 2017 | 2018 | 2019 | 2020 | 2021 | 2022 | 2023 | 2024 |
| ------------------------------------- | ---- | ---- | ----- | ---- | ---- | ---- | ---- | ---- | ---- | ---- | ---- | ---- | ---- | ---- | ---- |
| UCI World Tour                        |      |      |       |      |      |      | 166e | 89e  | 146e |      |      |      |      |      |      |
| Classement mondial                    |      |      |       |      |      |      | 122e | 89e  | 365e | 172e | 510e | 278e | 122e | 109e | 629e |
| UCI Europe Tour                       | 783e | nc   | 1017e | 531e | 68e  | 2e   | 37e  | 127e | 845e | 142e | 418e | 235e | 101e | 88e  | nc   |
| UCI Asia Tour                         | nc   | nc   | nc    | nc   | nc   | nc   | nc   | nc   | 647e |      |      |      |      |      |      |
|                                       |      |      |       |      |      |      |      |      |      |      |      |      |      |      |      |
| Légende : nc = non classéSource : UCI |      |      |       |      |      |      |      |      |      |      |      |      |      |      |      |